# Polpa blanca
|  | Per a altres significats, vegeu «Polpa». |

La polpa blanca de la melsa és una regió histològica de la melsa composta de beines limfocítiques periarterials (regió dels limfòcits T) i nòduls esplènics (regió de limfòcits B). La funció d'aquesta àrea intervé en la defensa i les reaccions immunològiques, gràcies a les denses acumulacions de limfòcits. Aproximadament un 25% de la melsa normal és polpa blanca.